# モダーンズ
『モダーンズ』（The Moderns）は、1988年制作のアメリカ映画。パリを舞台に「失われた世代」を描いた作品。

## スタッフ
- 監督：アラン・ルドルフ
- 脚本：ジョン・ブラッドショー＆アラン・ルドルフ
- 音楽：マーク・アイシャム （本作でロサンゼルス映画批評家協会賞音楽賞）
- 美術：スティーブン・レグラー
- 撮影監督：栗田豊通
- 衣装：レニー・エイプリル

## キャスト
- ニコラス・ハート・・・キース・キャラダイン
- レイチェル・・・リンダ・フィオレンティーノ
- ワゾー・・・ウォーレス・ショーン
- ストーン・・・ジョン・ローン
- ヘミングウェイ・・・ケヴィン・J・オコナー
- ナタリー・ド・ヴィル・・・ジェラルディン・チャップリン
- リビー・ヴァレンティン・・・ジュヌヴィエーヴ・ビュジョルド （本作でロサンゼルス映画批評家協会賞助演女優賞）
- ガートルード・スタイン　・・・エルサ・レイヴン
- アリス・・・アリ・ジロン

## ストーリー
1920年代のパリ。シカゴ出身の売れない画家ニコラス・ハートは、行きつけのレストランで、ファム・ファタール風の女レイチェルに目をとめる。彼女は怪しげな資産家ストーンの妻であった。ガートルード・スタインが開くサロンにヘミングウェイらと参加したニコラスは、そこでストーン夫妻に再会し、一悶着を起こし、ストーンとリングで決闘する約束をする。同時に、ナタリー・ド・ヴィル伯爵夫人から、マチス、セザンヌ、モディリアニなどの絵画の贋作を依頼される。そして・・・。

## こぼれ話
オープニングに使用された主要登場人物の並んだ絵画は、キース・ヴァン・ドンゲンの『モンパルナス・ブルース』という絵画のパロディで、キース・キャラダインが描いた。
共同脚本家のブラッドショーは、オードリー・ヘプバーン主演映画『おしゃれ泥棒』（以下、『おしゃれ～』）の原作者と同姓である。『おしゃれ～』もパリが舞台で贋作がテーマである。また、ヒロインの名前はニコルで、この名は本作の主役の名「ニコラス」の女性形である。また、『おしゃれ～』にはヘプバーンが丈の短いスカートからシュミーズがはみ出しているスタイルで登場するシーンがあり、これと同様のスタイルでフィオレンティーノが登場するシーンが本作にもある。
脚本を書いたブラッドショーは、1960年代～70年代のもっとも重要なジャーナリストで、エスクァイア誌の寄稿編集者でもあった。製作者キャロライン・ファイファーの夫でもある。1986年11月、映画の完成前に亡くなった。本作のラストに「ブラッドショーに捧ぐ（for Bradshaw）」というフレーズが画面に現れるのは、彼への献辞である。
公開当時ジョン・ローンが『ラストエンペラー』に主演したことがきっかけになり、日本国内では大人気であった。それゆえか日本版ビデオテープのパッケージなどでも、ローンの姿が大写しになっており、彼が主演のように見える。DVDが日本発売されたときには、ジャケット表面には、キャラダインとフィオレンティーノの姿のみで、ローンは影もなかった。
2013年7月に再びDVD化。
ストーン役にはミック・ジャガーやサム・シェパード、レイチェル役にはメグ・ティリー、ナタリー役にはイザベラ・ロッセリーニが候補になっていた。
映画音楽作曲家で評論家の菊地成孔は自著『ユングのサウンドトラック』（イーストプレス）で、この映画のマーク・アイシャムによるサントラを「かなり素晴らしい」と評価した。

## 日本公開用のパンフレット
CINESWITCH8号として編集された。ちなみに9号は長部日出雄監督『夢の祭り』。表紙絵はペーター佐藤。ヘラルド・エースとフジテレビの共同編集。
四方義朗とスタイリスト原由美子の対談から始まり、都市評論家の海野弘、映画評論家の川口敦子、美術評論家の針生一郎、ファッション評論家の川本恵子、映画ライターの金子裕子、音楽評論家の冨谷正博が寄稿している。撮影監督の栗田への大久保賢一によるインタビューと採録シナリオも載っている。
四方は、ナタリー・ド・ヴィルがパリのレスビアンの先駆者であるとし、海野は、実在したナタリー・バーニィとペギー・グッゲンハイムのイメージを合成したキャラクターであるとした。
海野と針生はともに、本作の時代設定が1926年だと特定し、ラストにニック・ハートが雨を心配し「あと二、三日は大丈夫だろう」と言うのが、1929年の世界大恐慌のことであると解釈している。
栗田のインタビュー記事の冒頭において大久保は、本作は1975年にルドルフ監督によってシナリオ初稿が書かれた12年越しの企画であることを明かしている。栗田によると本作はモントリオールで撮影されたという。
『イヤー・オブ・ザ・ドラゴン』『ラスト・エンペラー』に出演時のジョン・ローンへの金子裕子によるインタビューで「中国系の役ばっかり演じていたから、今度は芸術都市みたいなところに集まってくる無国籍的な人々の一人を演じたい」という意味のことをローンが言った直後に本作への参加が報じられたので「あれは、あのインタビューの時点で決まっていたのでしょう？」と金子が訊いたら、彼は否定した、という記事も載った。

## 挿入曲
- 『聞かせてよ愛の言葉を』